# Asociación de Usuarios de Internet
La Asociación de Usuarios de Internet (AUI) es una entidad española sin ánimo de lucro.
Se constituyó en Madrid, con ámbito nacional, el 5 de julio de 1995.

## Fines
Según sus estatutos, sus fines fundamentales son:
- Promover, sin ánimo de lucro, el desarrollo de Internet, de la Sociedad de la Información y de las Nuevas Tecnologías así como del equipamiento, aplicaciones, servicios e infraestructuras necesarias para ello.
- Proteger y defender los intereses y los derechos de los Usuarios de Internet y de las Nuevas Tecnologías.
- Fomentar el buen uso de Internet, de las Nuevas Tecnologías y de sus aplicaciones en el hogar, en las empresas y en las Administraciones públicas; tanto para su uso en el ámbito personal como para su uso en actividades profesionales.

## Actividades y Relaciones Institucionales
Estas son algunas de las actividades que ha desarrollado la Asociación de Usuarios de Internet:
- La Asociación de Usuarios de Internet está presente en diferentes foros y mesas de trabajo en los siguientes Organismos: Comisión Nacional del Mercado de las Telecomunicaciones, Ministerio de Industria Turismo y Comercio, Ministerio de Administraciones Públicas, Administraciones Autonómicas y Locales.
- Día de Internet: la AUI ha promovido la celebración del día de Internet. En la Cumbre Mundial de la SI celebrada en Túnez en noviembre de 2005 fue reconocida esta iniciativa para fijar el Día Mundial de la Sociedad de la Información al 17 de mayo. A partir de 2006 la AUI promueve y desarrolla el Día de Internet en toda la Comunidad Iberoamericana de Naciones.[1]
- Colaboración con otras organizaciones nacionales e Internacionales: La Asociación mantiene un estrecho contacto con diferentes asociaciones a nivel nacional e internacional: ASIMELEC, ANIEL, SEDISI, AUTEL, COMMERCENET, ASTEL, Internet Society (ISOC), Policy Oversight Committee (POC nuevo sistema de gestión de dominios), ICANN, EIBA, y en diferentes foros de la Comunidad Europea.
- Nodo Neutro Espanix: Promovió la creación y puesta en marcha del nodo neutro Espanix, que es un punto de interconexión que engloba a todos los operadores con conectividad internacional.
- Agencia de Protección de Datos: colabora en la preparación de un catálogo informativo para los usuarios de la Red con información sobre como proteger los datos de carácter personal en la Red.
- Premios anuales de la Asociación, desde 1997 reconocen a las personas, empresas, periodistas y páginas web más sobresalientes del panorama de Internet en España.[2]
- Congresos y Jornadas: la Asociación realiza con carácter anual desde 1996 un Congreso en Madrid durante el mes de febrero (Mundo Internet) y unas Jornadas Profesionales en el Palau Sant Jordi de Barcelona a finales de septiembre con la denominación de ExpoInternet. Estos eventos dan cita la industria, los proveedores, los fabricantes, los empresarios y los usuarios. Han contado con la presencia de personajes como Bill Gates, Larry Landweber, Vinton Cerf, Don Head, Irving Wladowski, Glen Ricart entre otros.[3]
- Campañas para eliminar la aplicación del canon digital en los equipos y soportes TIC.[4]